# Betriebseinnahme
Im Unterschied zur Betriebsausgabe findet sich zur Betriebseinnahme im deutschen Einkommensteuergesetz (EStG) keine Legaldefinition. Der Einnahmebegriff des § 8 Abs. 1 EStG gilt ausschließlich für die Überschusseinkunftsarten nach § 2 Abs. 1 Nr. 4–7 EStG. Bei den Gewinneinkunftsarten nach § 2 Abs. 1 Nr. 1–3 EStG (Einkünfte aus Land- und Forstwirtschaft, Einkünfte aus Gewerbebetrieb und Einkünfte aus selbständiger Arbeit) werden Zuflüsse steuerlich dennoch als Betriebseinnahmen bezeichnet.
Die Rechtsprechung des Bundesfinanzhofs legt den Begriff der Betriebseinnahmen auf der Grundlage des Begriffs der Betriebsausgaben (§ 4 Abs. 4 EStG) und des Begriffs der Einnahmen bei den Überschusseinkünften (§ 8 EStG) aus. Hiernach sind Betriebseinnahmen Zugänge von Wirtschaftsgütern in Form von Geld oder Geldeswert, die durch den Betrieb veranlasst sind.

## Geldeinnahmen und geldwerte Einnahmen
Bei den Betriebseinnahmen kann der Zufluss sowohl in Geld (Geldeinnahmen) als auch in Sachbezügen (geldwerte Einnahmen) erfolgen. Betriebseinnahmen, die nicht in Geld bestehen z. B. Wohnung, Kost, Waren, Dienstleistungen und sonstige Sachbezüge sind nach § 8 Abs. 2 EStG mit den um übliche Preisnachlässe geminderten üblichen Endpreisen am Abgabeort anzusetzen.

### Beispiele
- Ein Arzt erhält von einem Privatpatienten als Gegenleistung für seine ärztliche Tätigkeit 1000 Euro bar und 5.000 Liter Heizöl. Die 1000 Euro und der Geldwert des Heizöls sind Betriebseinnahmen, da diese im Rahmen der Einkünfte aus selbständiger Arbeit i. S. d. § 2 Abs. 1 Nr. 1 EStG i. V. m. § 18 EStG zufließen.[5] Die ersparten Betriebsausgaben sind keine Betriebseinnahmen, weil dem Betrieb dadurch keine Güter zufließen. Der Gewinn wird durch die ersparten Betriebsausgaben erhöht.
- Bäcker B betreibt eine Bäckerei. Seine Ehefrau E ist Verkäuferin und hilft gelegentlich unentgeltlich aus. B muss weder den Wert der Arbeitskraft der E als Betriebseinnahme erfassen, noch kann er ersparte Lohnaufwendungen als Betriebsausgaben abziehen.[6]

## Betriebliche Veranlassung
Der Ansatz der Betriebseinnahmen setzt somit voraus, dass diese durch den Betrieb veranlasst sind. Entscheidend dabei ist, dass ein objektiver wirtschaftlicher oder tatsächlicher Zusammenhang der Einnahme mit dem Betrieb besteht.
Zu den Betriebseinnahmen gehören demnach nicht nur die Einnahmen, die durch die gewerbliche oder berufliche Tätigkeit erzielt worden sind z. B. Erlöse aus Warenverkäufen oder erbrachten Dienstleistungen, sondern auch
- laufende, einmalige und außerordentliche Einnahmen aus der betrieblichen Tätigkeit;
- Einnahmen aus Neben- und Hilfsgeschäften, z. B. aus der Veräußerung von Anlagevermögen;
- Erstattung früheren Betriebsausgaben;
- sowie die Einnahmen aus der Veräußerung von Wirtschaftsgütern, die unter § 4 Abs. 5 EStG fallen.[8]

Die Rechtsprechung des Bundesfinanzhofs nennt in diesem Zusammenhang die ganze Reihe der Einnahmen, die als Betriebseinnahmen anzusetzen sind. Das sind z. B. Einnahmen aus dem Verkauf von gebrauchten und nicht mehr benötigten Maschinen und Einrichtungsgegenständen, erstattete Gewerbesteuer (überholt durch die Unternehmenssteuerreform 2008), Telefon-, Porto- und Verpackungskosten und auch zurückgezahlte Schmiergelder, selbst wenn sie vorher nicht als Betriebsausgabe geltend gemacht worden sind.
Nicht betrieblich veranlasst sind Einnahmen aus den privaten Vorgängen (private Schenkungen oder Erbschaften) sowie die Erlöse aus der Veräußerung der Wirtschaftsgüter des Privatvermögens, auch wenn eine vorherige betriebliche Mitbenutzung als Aufwandseinlage behandelt worden ist.
Allerdings stellen Geschenke, die dem Steuerpflichtigen in Bezug auf die geschäftliche Beziehung gemacht werden, eine Betriebseinnahme dar und sind somit mit dem Teilwert anzusetzen.
Beispiel:
Eine Brauerei-AG schenkt ihrem langjährigen Hauptabnehmer A, der ein Wirtshaus betreibt und die Einkünfte aus Gewerbebetrieb i. S. d. § § 2 Abs. 2 Nr. 2 i. V. m. § 15 EStG bezieht, zum Jubiläum einen PKW.
Der Wert des PKWs stellt für A eine Betriebseinnahme dar, wenn für die Schenkung nachweisliche allein die geschäftlichen Beziehungen der Beteiligten bestimmend waren.

## Gewinnermittlung
Der Begriff der Betriebseinnahme gilt für verschiedene Arten der Gewinnermittlung. In Bezug auf die Gewinnauswirkung entsteht allerdings ein Unterschied.

### Betriebsvermögensvergleich
Bei der Gewinnermittlung durch Betriebsvermögensvergleich gemäß § 5 EStG werden die Betriebseinnahmen erfasst, sobald diese dem Unternehmen wirtschaftlich zurechenbar sind. Die Erträge sind dabei unabhängig vom Zeitpunkt der Zahlung zu berücksichtigen.
Beispiel:
Am 5. Oktober 2014 kauft G Ware für 10.000 € netto, die G per Banküberweisung bezahlt. Am 10. Oktober 2014 verkauft G die Ware auf Ziel an seinen Kunden H für 20.000 € netto. Die Rechnung wird von H am 10. Januar 2015 bezahlt. Am 10. Oktober 2014 bucht G Forderungen aus Lieferung und Leistung an Umsatzerlöse 10.000 € und Umsatzsteuer 1.900 €. Der (Roh-)Ertrag beträgt aber nur 5.000 €, da gleichzeitig Ware im Wert von 10.000 € abgeflossen ist. Die Erhöhung des Betriebsvermögens um 15.000 € steht eine Verminderung um 10.000 € gegenüber.

### Einnahme-Überschuss-Rechnung
„Bei der Gewinnermittlung durch Einnahme-Überschuss-Rechnung nach § 4 Abs. 3 EStG ist weder Aktivierung noch Passivierung möglich. Somit wirken sich die Betriebseinnahmen in diesem Fall nach § 11 Abs. 1 EStG in dem Jahr auf den Gewinn aus, in dem sie zugeflossen sind. Auch Vorschüsse (Anzahlungen) stellen zu dem Zeitpunkt eine Betriebseinnahme dar, in dem sie zugeflossen sind, es sei denn, das zugeflossene Geld i.S.d. § 4 Abs. 2 EStG wurde in fremden Namen und für fremde Rechnung vereinnahmt und verausgabt.“
Beispiel:
Ein Rechtsanwalt B ermittelt den Gewinn nach § 4 Abs. 3 EStG. Sein Mandant A beauftragt ihn, einen Prozess zu führen und zahlt einen Vorschuss i.H.v. 500 €. Davon zahlt B 200 € für Gerichtskosten an die Gerichtskasse.
Der Rechtsanwalt B hat nur den Honorarvorschuss von 300 € zzgl. 57 € Umsatzsteuer als Betriebseinnahme anzusetzen. Der Gerichtskostenvorschuss ist weder als Betriebseinnahme noch bei der Weiterleitung an die Gerichtskasse als Betriebsausgabe zu berücksichtigen.
Nicht zu den Betriebseinnahmen bei dieser Form der Gewinnermittlung gehören die Geldbeträge, die durch die Aufnahme eines Darlehens zugeflossen sind. Allerdings sind die Sachentnahmen oder Entnahmen von Waren als Betriebseinnahme mit dem Teilwert anzusetzen soweit diese Anschaffungskosten für die entnommenen Gegenstände als Betriebsausgaben behandelt worden sind.

## Beispiele
| Betriebseinnahme                            | Erläuterung / Beispiele |
| ------------------------------------------- | --- |
| Abfindungen                                 | Vertragsstrafen bei Abwicklung von Verträgen                                                                                                 |
| Aufwandsentschädigungen (für den Empfänger) | Aufwandsentschädigungen an ehrenamtlich Tätige, wenn Nachteile aus der betrieblichen oder beruflichen Tätigkeit abgegolten werden            |
| Beitragszuschüsse                           | Beitragszuschüsse einer Versicherungsgesellschaft an ihre selbstständigen Versicherungsvertreter für deren Kranken- und Lebensversicherungen |
| Bestechungsgelder, Schmiergelder            | Für den Geber nach § 4 Abs. 5 Satz 1 Nr. 10 EStG zwar keine Betriebsausgaben, für den Empfänger aber Betriebseinnahmen                       |
| Darlehenszinsen                             | Darlehenszinsen für betriebliche Darlehen oder für betriebliche Bank- und Wertpapierguthaben                                                 |
| Entschädigungen                             | Entschädigungen für entgehende Einnahmen, für die Aufgabe oder Nichtausübung einer betrieblichen Tätigkeit                                   |
| Geschenke                                   | Geschenke im Wert von über 35 Euro |
| Incentivereisen                             | Belohnungsreisen, z. B. von Großunternehmen für ihre besten Verkäufer, größten Abnehmer                                                      |
| Schadenersatz                               | Schadenersatz für einen im betrieblichen oder beruflichen Bereich angefallenen Schaden (für den Geschädigten)                                |
| Versicherungsentschädigungen                | Zahlung einer Betriebsausfallversicherung, wenn diese wirtschaftlich mit dem Betrieb zusammenhängen                                          |